# Промисловий (Тернопіль)
Промисловий мікрорайон — мікрорайон у північній частині міста Тернополя.

## Вулиці
- Бродівська
- Галицька
- Е. Ґріґа
- Дубовецька
- Енергетична
- Лозовецька
- Д. Лукіяновича
- Поліська
- Промислова
- Шота Руставелі
- Спортивна
- Текстильна
- Фабрична

## Храми
- Святого Пророка Іллі (УГКЦ)
- Святого Андрій Первозваного (УПЦ КП)

## Навчальні заклади
- Медичний коледж
- Тернопільський центр професійно-технічної освіти № 1

## Установи
- Тернопільська митниця
- Відділення поштового зв'язку № 10
- Тернопільський міськрайонний центр зайнятості
- Тернопільський обласний центр зайнятості
- Інспекція держтехнагляду Тернопільської області
- Інспекція охорони пам'яток історії та культури
- Охоронна археологічна служба
- Самостійна державна пожежна частина-14
- редакція газети «Подільське слово»

## Підприємства
- Порцеляновий завод
- Завод «Промінь»
- Завод залізобетонних виробів і будівельних конструкцій
- ТОВ «Будіндустрія»
- Видавництво «Джура»
- Видавництво «Підручники і посібники»
- Нафтобаза WOG
- Аптечне об'єднання Тернопіль

## Торгові заклади
- гіпермаркет «Епіцентр»
- будівельний супермаркет «АРС»

## Транспорт
- Автобусний маршрут № 21 — від вулиці Бродівської вулицями Лукіяновича, Промисловою, Поліською до вулиці Текстильної, мікрорайону «Аляска», 2-ї міської лікарні, Східного масиву.
- Автобусний маршрут № 28 — від вулиці Бродівської до центру, вулиці Микулинецької.
- Автобусний маршрут № 35 — від мікрорайону «Аляска» вулицям Текстильною, Збаразькою в напрямку центру, мікрорайону «Дружба».
- Тролейбусний маршрут № 7 — від БГ «Епіцентр» через проспект Злуки на Східний масив, у зворотному напрямку — до ринку.